# Witold Stankowski

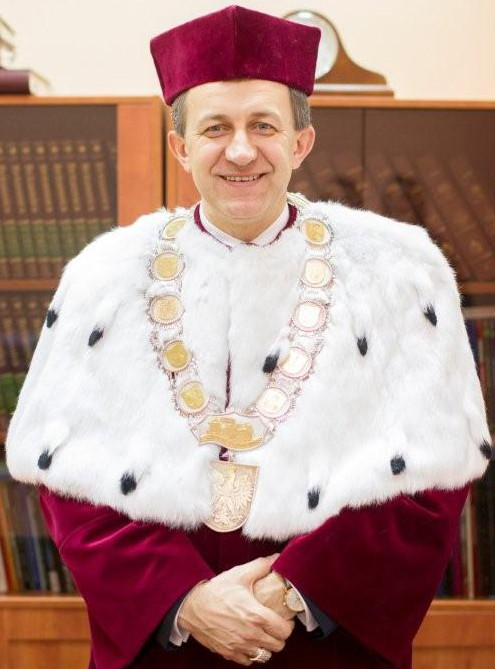
Witold Stankowski als Hochschulrektor

Witold Stankowski (* 26. Juli 1966 in Kartuzy) ist ein polnischer Historiker. Er ist Professor für Geisteswissenschaften an der Jagiellonen-Universität in Krakau. Er war von 2012 bis 2020 Rektor an der Staatlichen Rittmeister-Witold-Pilecki-Hochschule Oświęcim in Małopolska. 

## Leben
Witold Stankowski absolvierte das Józef-Wybicki-Lyzeum in Kościerzyna mit dem Abitur. Im Jahr 1989 beendete er sein Studium der Geschichte an der Universität Danzig erfolgreich und begann als wissenschaftlicher Assistent am Institut für Geschichte an der Pädagogischen Hochschule in Bydgoszcz, der späteren Universität Bydgoszcz.
Im Jahr 1995 schloss er seine Promotion der Geisteswissenschaften mit dem Thema „Die Vertreibung der deutschen Bevölkerung aus Danzig und Pommern in den Jahren 1945–1950“ mit Auszeichnung ab. Sein Doktorvater war Włodzimierz Jastrzębski. Im Jahr 2002 habilitierte er sich an der Universität Danzig mit der Habilitationsschrift „Lager und andere Hafteinrichtungen für die deutsche Zivilbevölkerung in den Jahren 1945–1950“. Außerdem absolvierte er ein Aufbaustudium im Bereich der Verwaltung und des Managements. Zum 1. Oktober 2004 wurde er zum Professor an der Jagiellonen-Universität in Krakau berufen und bekam einen Lehrstuhl in der Fakultät für Internationale und Politische Studien, den er bis heute innehat. Am 12. Mai 2011 wurde er zum Professor an die Staatliche Rittmeister-Witold-Pilecki-Hochschule Oświęcim in Małopolska berufen und war dort zwischen 2008 und 2012 Direktor des Instituts für Politikwissenschaft. Im April 2012 wählte ihn der Senat zum Rektor der Staatlichen Rittmeister-Witold-Pilecki-Hochschule Oświęcim in Małopolska, der er bis zum Ende seiner rechtlich möglichen Amtszeit im Jahr 2020 vorstand. Auf der XXIII. Plenarversammlung im September 2015 in Nowy Targ wurde er zum Vorsitzenden der Rektorenkonferenz der öffentlichen Hochschulen und ab 2021 per Akklamation zum Ehrenvorsitzenden der Rektorenkonferenz der öffentlichen Hochschulen gewählt. Im Jahr 2022 verteidigte er seine zweite Doktorarbeit am Rechtsinstitut der SWPS-Universität in Warschau. Er erlangte einen Doktortitel in Sozialwissenschaften im Fach Rechtswissenschaften.
Er war Stipendiat der Stiftung für die polnische Wissenschaft, des Deutschen Akademischen Austauschdienstes (DAAD), der Alexander-von-Humboldt-Stiftung und des Deutschen Bundestages. Ausgezeichnet wurde er mit dem Silbernen Verdienstkreuz der Republik Polen für seinen Beitrag zur deutsch-polnischen Versöhnung. Er gewann im Jahre 2011 den zum vierten Mal verliehenen Preis für das beste populärwissenschaftliche historische Buch mit dem Titel „Ich werde nicht eines natürlichen Todes sterben“ über die Pfadfinderin Janina Lech.
Stankowski ist verheiratet und hat drei Söhne.

## Wirken
Witold Stankowski ist spezialisiert in neuerer Geschichte und hier insbesondere in der Geschichte des Zweiten Weltkriegs, der Geschichte Europas, der Europäischen Union und der Politik Deutschlands nach dem Zweiten Weltkrieg. Eines der wesentlichen Ziele seiner wissenschaftlichen Arbeit ist die deutsch-polnische Versöhnung und die Integration Polens in die Europäische Union.
Er ist Autor verschiedener Biographien unter anderem über Simon Wiesenthal, Witold Pilecki und Witold Mystkowski. Witold Stankowski stammt aus einer Lehrerfamilie. Der Vater Leon Stankowski war Lehrer in der Kaschubei (Działdowo, Rywoczyny), in Danzig und Pommern (Pierszczewo).

## Veröffentlichungen
- Niemcy na Pomorzu Gdańskim i Kujawach w latach 1944/1945–1950. Ucieczka, życie codzienne, wysiedlenie. („Deutsche in Pommern in den Jahren 1944/1945–1950, das tägliche Leben, die Flucht und die Abschiebung“), Bydgoszcz 2000.
- Lager für Deutsche in Polen am Beispiel Pommerellen/Westpreußen. Durchsicht und Analyse der polnischen Archivalien. Bonn 2001.
- Obozy i inne miejsca odosobnienia dla niemieckiej ludności cywilnej w Polsce w latach 1945–1950. („Lager und andere Hafteinrichtungen für die deutsche Zivilbevölkerung in den Jahren 1945 – 1950“), Bydgoszcz 2002.
- Wspólna czy podzielona pamięć? Obóz Potulitz/Lebrechtsdorf/Potulice w latach 1941–1945 i jego powojenne losy 1945–1949. („Die Lager Potulitz/Lebrechtsdorf/Potulice in den Jahren 1941–1945 und 1945–1949, Nachkriegsleben“), Praca zbiorowa pod red. G. Bekkera, W. Stankowskiego, Bydgoszcz 2007.
- mit D. Kanarek-Lizik: Z dziejów jednostek penitencjarnych na Pomorzu Gdańskim. Historia Aresztu Śledczego w Bydgoszczy. („Die Geschichte der Strafanstalt in der Provinz Pommer, Geschichte des Haftzentrums in Bydgoszcz“), Bydgoszcz 2008.
- mit K. Koźbiał: Konstytucja Księstwa Liechtenstein. Naród-państwo-polityka. („Die Verfassung des Fürstentums Liechtenstein, die Nationalstaaten-Politik“), Wydawnictwo Uniwersytetu Jagiellońskiego Kraków 2009.
- mit Szymon Wiesenthal: Biografia. („Simon Wiesenthal, Biographie“), Książka i Wiedza 2009.
- Wolni i zniewoleni. Rtm. Witold Pilecki i inni więźniowie KL Auschwitz wobec nowej rzeczywistości powojennej. („Kostenlos versklavt, Rittmeister Witold Pilecki und andere Gefangene von Auschwitz in der neuen Realität der Nachkriegszeit“), Praca zbiorowa pod redakcją Witolda Stankowskiego, Oświęcim 2010.
- Nie umrę śmiercią naturalną… Janina Lech harcerka, poetka, ofiara hitlerowskiego bezprawia oraz jej rodzina. Zapomniani włocławscy bohaterowie. („Ich werde keines natürlichen Todes sterben …. Pfadfinderin Janina Lech, Dichterin, ein Opfer der Nazi-Gesetzlosigkeit und ihre Familie, vergessene Helden aus Włocławek“), Włocławek 2010.
- Europeistyka. Leksykon. („Lexikon zu Europäischen Studien“), Redakcja naukowa Witold Stankowski, Wydawnictwo Naukowe PWN Warszawa 2011.
- mit Witold Mystkowski: Ostatni prezydent miasta Włocławka Drugiej Rzeczypospolitej. Życie, działalność, losy. Biblioteka Prezydentów Miasta Włocławka. („Witold Mystkowski, letzter Präsident der Stadt Włocławek in der Zweiten Republik, sein Leben, sein Schicksal“), Włocławskie Towarzystwo Naukowe Włocławek 2012.

## Auszeichnungen
- Silbernes Verdienstkreuz der Republik Polen für den Beitrag zur Normalisierung der deutsch-polnischen Beziehungen
- 2008, 2009: Auszeichnung durch den Rektor der Staatlichen Hochschule in Oświęcim für Lehre und Organisation
- 2009: Gruppenauszeichnung durch den Rektor der Jagiellonen-Universität für Leistungen in der wissenschaftlichen Arbeit
- 2010: Auszeichnung durch den Rektor der Jagiellonen-Universität
- 2011: Auszeichnung durch den Bürgermeister von Włoclawek für das Buch „Ich werde keines natürlichen Todes sterben ….“
- 2012: Auszeichnung dritten Grades durch den Rektor der Jagiellonen-Universität
- 2014: Medaille der Nationalen Bildungskommission Polens
- 2018: Bundesverdienstkreuz  der Bundesrepublik Deutschland am Bande[4]